# Vodne lutke
Vodne lutke (vietnamsko Múa rối nước) je tradicija, ki sega v 11. stoletje, ko izvira iz vasi na območju delte Rdeče reke v severnem Vietnamu. Današnje vietnamske vodne lutke so edinstvena variacija starodavne azijske lutkovne tradicije.
Lutke so izdelane iz lesa in nato lakirane. Predstave izvajajo v bazenu v vodi do pasu. Velika bambusova palica podpira lutko pod vodo in jo lutkarji, ki so običajno skriti za zaslonom, uporabljajo za nadzor. Tako se zdi, da se lutke premikajo nad vodo. Ko bi riževa polja poplavila, bi vaščani zabavali drug drugega s to obliko lutkovne igre.

## Izvedba
Sodobna vodna lutka se izvaja v vodnem bazenu velikosti 4 kvadratne metre, vodna površina pa je oder. Predstave se danes odvijajo na enem od treh prizorišč – na tradicionalnih ribnikih v vaseh, kjer so postavili oder, na prenosnih rezervoarjih, zgrajenih za potujoče izvajalce ali v specializirani stavbi, kjer je bil zgrajen oder ob bazenu.
Do 8 lutkarjev stoji za zaslonom iz razcepljenega bambusa, okrašenim tako, da spominja na pročelje templja, in upravlja lutke z uporabo dolgih bambusovih palic in vrvičnega mehanizma, skritega pod vodno gladino. Lutke so izrezljane iz lesa in pogosto tehtajo do 15 kg.
Riž, glavna sestavina vietnamske prehrane, se običajno goji na riževih poljih. Prvotni festivali vodnih lutk so dobesedno potekali znotraj riževega polja, na vrhu pa je bila zgrajena pagoda, ki je skrivala lutkarje, ki stojijo v vodi do pasu. Voda deluje kot oder za lutke in kot simbolna povezava z žetvijo riža. Prav tako skrije lutkovne strune in gibe lutkarja, izboljša glasbeno in vokalno akustiko ter poskrbi za svetleč svetlobni učinek.
Tradicionalni vietnamski orkester poskrbi za glasbeno spremljavo v ozadju. Instrumenti vključujejo vokale, bobne, lesene zvonce, činele, rogove, đàn bầu (monoakord), gonge in bambusove piščali. Jasne in preproste note bambusove flavte lahko spremljajo kraljevo osebo, medtem ko lahko bobni in činele glasno naznanijo vstop zmaja, ki bruha ogenj.
Pevci chèo (oblika opere, ki izvira iz severnega Vietnama) pojejo pesmi, ki pripovedujejo zgodbo, ki jo igrajo lutke. Glasbeniki in lutke med predstavo sodelujejo; glasbeniki lahko zavpijejo besedo opozorila lutki v nevarnosti ali besedo spodbude lutki v stiski.
Lutke vstopajo z obeh strani odra ali pa se pojavljajo iz mračnih globin vode.
Reflektorji in pisane zastave krasijo oder in ustvarjajo praznično vzdušje.

## Vsebina
Tematika skečev je podeželska in se močno nanaša na vietnamsko folkloro. Pripoveduje o vsakdanjem življenju na vietnamskem podeželju in vietnamskih ljudskih pravljicah, ki jih stari starši pripovedujejo svojim vnukom. Poudarjene so zgodbe o žetvi, ribolovu in festivalih.
Legende in nacionalna zgodovina so pripovedovane tudi skozi kratke skeče. Številni skeči, zlasti tisti, ki vključujejo zgodbe o vsakdanjem življenju, imajo pogosto humoren pridih.

## Tễu
Chú Tễu (chú v vietnamščini pomeni stric, moški, deček ali gospod) je ponavljajoč se in najbolj opazen lik v vodnem lutkarstvu. Tễu pomeni »smeh« v stari vietnamščini. Je norček, ki duhovito komentira politično in družbeno realnost, še posebej korupcijo uradnikov. Njegov videz nasmejanega fanta, ki pogosto nosi le preprost ovratnik, ki ga včasih spremlja preprost odprt telovnik.

## Galerija
- Vodna lutka, ki predstavlja eno od stopenj budistične parabole o pastirju volov
- Lutkarji na odru za zadnje dejanje
- Glasbenik na Water Puppet Show, Hanoi, Vietnam
- Hanojske vodne lutke - pravljični ples
- Vodne lutke v gledališču Thang Long
- Vodne lutke
- Vodna lutka želva
- Vodni lutkar Phan Tranh Liem in njegova žena v pobrežnicah, Hanoj, 2017
- Tễu s svojimi znanimi lasmi v obliki breskev (tóc trái đào ali zongjiao v kitajščini)